# エルンスト・ミュンヒ (林学者)
エルンスト・ミュンヒ（Ernst Münch、1876年11月26日 - 1946年10月9日）は、ドイツの植物生理学者である。植物の中での樹液の移動に冠する仮説（圧流説:　Druckstromtheorie:Pressure Flow Hypothesis）などで知られる。

## 略歴
現在はルートヴィヒスハーフェン・アム・ラインの一部であるプファルツ地方のルッフハイムで生まれた。弟に詩人パウル・ミュンヒがいる。バイエルン王国、アシャッフェンブルクの高等林業学校（Forstliche Hochschule Aschaffenburg）、ミュンヘン大学で学んだ。
1904年にミュンヘン大学の林学者、カール・フォン・ツボイフ（Karl von Tubeuf）の助手となり、ミュンヘン大学から1906年に博士号を得た。1910年から、シュパイアーで役人として働き、1921年からタラント高等林業学校（Forstlichen Hochschule Tharandt）の森林学の教授、1921年からミュンヘン大学の教授を務めた。
植物生理学、樹木学、植物病理学の分野で働き、植物樹液の移動に関して、師部の細胞内の有機物質の濃度の差による浸透圧を原因だとする圧流説（Druckstromtheorie:Pressure Flow Hypothesis）で知られる。
息子のハンス・ミュンヒ (Hans Münch) はアウシェヴィッツ強制収容所で働いたSS医でありながら、囚人を助けたこともあり、アウシェヴィッツ裁判の40人の被告のうち、唯一無罪となった人物である。

## 著作
- Untersuchungen über Immunität und Krankheitsempfänglichkeit der Holzpflanzen, Dissertation, Ludwigsburg 1909
- Die Stoffbewegungen in der Pflanze, Jena 1930
- Beiträge zur Forstpflanzenzüchtung. Versuche einer Auslesezüchtung durch Einzelstamm-Absaaten bei Fichte. Weitere Beiträge zur Forstpflanzenzüchtung 　Bruno Huberの編集した論文集に採取, München 1949